# Godardia antoninus
Godardia antoninus är en fjärilsart som beskrevs av Rousseau-decelle 1938. Godardia antoninus ingår i släktet Godardia och familjen praktfjärilar. Inga underarter finns listade i Catalogue of Life.